# Dobra (Łobez)
Dobra (in tedesco Daber) è un comune urbano-rurale polacco del distretto di Łobez, nel voivodato della Pomerania Occidentale.
Ricopre una superficie di 116,10 km² e nel 2005 contava 4 490 abitanti.